# The Baker & the Beauty (serie televisiva 2013)
The Baker & the Beauty (titolo originale in ebraico: להיות איתה; traslitterazione: Lehiyot Ita; t.l. Stare con lei) è una serie televisiva israeliana trasmessa dal canale Channel 2 nel 2013 per la prima stagione, nel 2017 per la seconda stagione e nel 2021 per la stagione finale.
Prima della sua distribuzione a livello internazionale da parte di Amazon nel 2017 sul suo servizio on demand Prime Video, la prima stagione della serie è stata trasmessa nel 2014 dal canale britannico Channel 4 con il titolo di Beauty and the Baker.

## Trama
La serie racconta la storia d'amore tra Noa Hollander e Amos Dahari. Noa è una modella e una delle donne più famose e ricche d'Israele. La ragazza, dopo due anni di relazione con Pete Evans, star di Hollywood, torna al suo Paese natio, dopo che il suo fidanzato l'ha tradita. Amos Dahari è un ragazzo yemenita che vive ancora con i suoi genitori e lavora nella panetteria di famiglia a Bat Yam. Durante una cena in un ristorante di alto livello di Tel Aviv, in cui la sua fidanzata Vanessa gli propone di sposarla, Amos conosce per caso Noa nella toilette del ristorante. Dopo aver rifiutato e discusso con la sua fidanzata, Noa - insieme a due sue amiche e al suo manager, Tzvika - gli offre un passaggio e lo porta con sé a vivere una notte tra alcol e divertimento.

## Personaggi e interpreti
- Amos Dahari (stagioni 1-2), interpretato da Avraham Aviv Alush. Ragazzo yemenita di 28 anni, dalle origini umili. Vive ancora con i suoi genitori, in un piccolo appartamento a Bat Yam, e lavora nel negozio di famiglia come panettiere. Dopo che suo padre viene operato al fegato, prende in mano il forno del loro piccolo supermercato, rinunciando così a frequentare l'Accademia di belle arti Bezalel, una delle scuole d'arte più prestigiose di Israele. Fidanzato da nove anni con Vanessa, la lascia all'inizio della serie, dopo che lei gli ha proposto di sposarla. In quel frangente, conosce Noa Hollander e comincia a frequentarla, innamorandesene. Dopo vari alti e bassi nella loro relazione, i due si sposano. La seconda stagione si conclude drammaticamente: i due neosposi vengono apparentemente investiti da Eden (Daniela).
- Noa Hollander (stagioni 1-2), interpretata da Rotem Sela. Famosissima modella israeliana, figlia di Gideon Hollander, ricchissimo imprenditore, torna in Israele quando il suo ragazzo Pete Evans (interpretato da Jason Lewis) la tradisce. Durante una delle sue uscite notturne con le amiche e il suo fido manager Tzvika, conosce Amos e comincia a frequentarlo. Lo porta con sé a Londra, dove la ragazza è l'ospite d'onore a una mostra d'arte. Sempre a Londra, Noa incontra un produttore cinematografico con il quale ha appena fatto un provino per girare un film a Los Angeles con Robert Downey Jr. Nel corso della serie, Noa interpreta un film accanto a Bradley Cooper che la lancia nel firmamento di Hollywood. Nonostante alti e bassi, in cui i due si lasciano e si riprendono, Noa riesce a sposare Amos, sebbene il matrimonio si concluda apparentemente in maniera drammatica.
- Tzvika Granot (stagioni 1-2), interpretato da Mark Ivanir. Manager di Noa da quasi 10 anni, ha un rapporto quasi genitoriale con la ragazza. Cerca di proteggerla in tutti i modi da scelte sbagliate, anche in campo amoroso. All'inizio della serie fa in modo di dividere Noa e Amos, anche ricorrendo a mezzi poco corretti. Infatti, in accordo con Vanessa, l'ex di Amos, prova a far tornare insieme Noa con il suo ex, non riuscendovi. Omosessuale, non ha relazioni stabili e alla fine della seconda stagione - dopo essere stato licenziato da Noa - trova lavoro a Los Angeles e parte per gli USA.
- Vanessa Maimon (stagioni 1-2), interpretata da Hila Saada. Personaggio sopra le righe, è innamorata perdutamente e in maniera possessiva di Amos. Prova per due volte a farsi sposare dall'uomo, non riuscendovi. Incontra un altro uomo, il poliziotto Pish, ma la sua ossessione per Amos è un ostacolo alla buona riuscita del loro rapporto. Nella seconda stagione, ubriaca, finisce a letto con il fratello di Amos, Assaf. Quest'ultimo manterrà il segreto fino alla cerimonia di nozze di Vanessa con Pish, quando - ubriaco - svela a tutti che ha fatto sesso con Vanessa. Alla fine della stagione, per cercare in tutti i modi di dimenticare Amos, aiuta Assaf a sfondare nel campo musicale, producendogli il suo disco.
- Assaf Dahari (stagioni 1-2), interpretato da Ofer Hayoun. Fratello di Amos, è un ragazzo che passa da un letto all'altro con estrema facilità. Cerca di sfondare nel campo musicale, riuscendovi solo alla fine della seconda stagione, grazie a Vanessa, con la quale finisce a letto una notte in cui sono ubriachi tutti e due. Nel corso della serie incontra una ragazza, Shimrit, che lo convince a vendere a un paparazzo alcune foto private di Amos e Noa. Ha una breve relazione con l'insegnante di Merav, e della quale la ragazza è innamorata, e nella seconda stagione - dopo aver vissuto alcuni mesi in Spagna - ha una relazione turbolenta con una ragazza spagnola, Blanca, che si è trasferita in Israele per stare con lei. I due si lasceranno quando Blanca scopre che Assaf l'ha tradita con Vanessa.
- Amalia Dahari (stagioni 1-2), interpretata da Nava Medina. Madre di Amos, Assaf e Merav.
- Merav Dahari (stagioni 1-2), interpretata da Shani Aviv. Sorella di Amos e Assaf.
- Avi Dahari (stagioni 1-2), interpretata da Yaffa Levi. Padre di Amos, Assaf e Merav.
- Gideon Hollander (stagione 2), interpretato da Tzahi Grad. Padre di Noa. Torna in Israele sia per riconquistare l'amore di sua figlia, sia per chiederle aiuto nel concludere un affare con un ex compagno di scuola della ragazza, Yair Altman, ed evitare così la bancarotta.
- Eden Aviram / Daniela Altman (stagione 2), interpretata da Dar Zuzovsky. Collaboratrice di Gideon, è in realtà sorella di Yair e con lui cerca di vendicarsi dell'uomo, ritenuto responsabile della morte di loro padre dopo che Gideon lo aveva licenziato.
- Yair Altman (stagione 2), interpretato da Uri Pepper. Ex compagno di scuola di Noa, della quale era attratto, vuole vendicarsi di Gideon Hollander insieme a sua sorella Daniela (Eden). All'ultimo momento, però, si pente e restituisce tutto il denaro sottratto agli Hollander a Noa.

## Episodi
| Stagione         | Episodi | Prima TV Israele | Prima TV Italia |
| ---------------- | ------- | ---------------- | --------------- |
| Prima stagione   | 10      | 2013-2014        | inedita         |
| Seconda stagione | 10      | 2017             | inedita         |
| Terza stagione   | 4       | 2021             | inedita         |

## Successo e distribuzione
In Israele, la prima stagione ha avuto un rating del 26,7% e uno share del 37,6%. La seconda stagione è risultata uno dei più grandi successi televisivi dell'anno. La terza e ultima stagione, andata in onda dal 12 ottobre al 3 novembre 2021, ha avuto un rating del 23,6% e uno share del 35,1% stabilendo il record di serie rinnovata più vista dal 2017.
Nel 2014, la prima stagione della serie è stata trasmessa dal canale britannico Channel 4 con il titolo di Beauty and the Baker.
La serie è stata esportata in tutto il mondo da Amazon, che ha acquistato i diritti di trasmissione nel giugno 2017 per il suo servizio on demand Prime Video. La serie non è stata doppiata ed è stata diffusa sottotitolata.

## Remake

### Remake olandese
Il remake olandese, intitolato Bagels & Bubbels: zij hoort bij mij (t.l. Bagel e bollicine: lei mi appartiene), è stato prodotto dalla FremantleMedia ed è andato in onda sul canale Net5 dal 7 aprile al 26 maggio 2015. Protagonisti della serie sono Bracha van Doesburgh, nel ruolo di Noa Hollander, ed Egbert Jan Weeber in quello di Rick van Langeveld. La serie è stata cancellata dopo una stagione composta da otto episodi.

### Remake americano
Nell'ottobre 2018, la ABC comunica che è in cantiere un remake americano della serie che mantiene il titolo di The Baker & the Beauty. L'azione si sposta a Miami, dove la star internazionale Noa Hollander conosce Daniel, figlio di una famiglia cubana di panettieri. La serie è affidata a Dean Georgaris per la sceneggiatura e a David Frankel per la regia. La produzione è invece della Universal Television in collaborazione con la Keshet, già produttrice della serie originale. Nel gennaio 2019 la ABC ha ufficialmente ordinato il pilot della serie, mentre nel mese di maggio ha annunciato che il telefilm sarà trasmesso nella primavera 2020. I ruoli principali della serie sono stati affidati a Nathalie Kelley (Noa Hamilton) e Victor Rasuk (Daniel Garcia).
L'episodio pilota del remake americano è andato in onda sulla ABC il 13 aprile 2020.

### Remake indiano
Il remake indiano è diretto da Jonathan Edwards e interpretato da Santosh Sobhan e Tina Shilparaj nei ruoli di Vijju e Aira. La prima stagione, composta da 10 episodi, è stata diffusa il 10 settembre 2021 sul servizio on demand aha.